# Bermuda i panamerikanska spelen
Bermuda i panamerikanska spelen styrs av Bermudas Olympiska Kommitté i de panamerikanska spelen. Nationen deltog första gången i de panamerikanska spelen 1967 i Winnipeg, Kanada.

## Medaljer

### Medaljfördelning efter spel
| Spel                  | År                    | Sommarspelort         | Guld | Silver | Brons | Totalt |
| --------------------- | --------------------- | --------------------- | ---- | ------ | ----- | ------ |
| III (3)               | 1959                  | Chicago               | 0    | 0      | 0     | 0      |
| V (5)                 | 1967                  | Winnipeg              | 0    | 1      | 1     | 2      |
| VI (6)                | 1971                  | Cali                  | 0    | 0      | 0     | 0      |
| VII (7)               | 1975                  | Mexico City           | 0    | 0      | 0     | 0      |
| VIII (8)              | 1979                  | San Juan              | 0    | 0      | 0     | 0      |
| IX (9)                | 1983                  | Caracas               | 0    | 0      | 0     | 0      |
| X (10)                | 1987                  | Indianapolis          | 0    | 0      | 1     | 1      |
| XI (11)               | 1991                  | Havanna               | 0    | 0      | 0     | 0      |
| XII (12)              | 1995                  | Mar del Plata         | 0    | 0      | 1     | 1      |
| XIII (13)             | 1999                  | Winnipeg              | 1    | 2      | 0     | 3      |
| XIV (14)              | 2003                  | Santo Domingo         | 0    | 1      | 0     | 1      |
| XV (15)               | 2007                  | Rio de Janeiro        | 0    | 0      | 0     | 0      |
| XVI (16)              | 2011                  | Guadalajara           | 0    | 0      | 0     | 0      |
| XVII (17)             | 2015                  | Toronto               | 0    | 0      | 1     | 1      |
| XVIII (18)            | 2019                  | Lima                  | 0    | 0      | 0     | 0      |
| Totalt antal medaljer | Totalt antal medaljer | Totalt antal medaljer | 1    | 4      | 4     | 9      |